# Belenois
Belenois is een geslacht in de orde van de Lepidoptera (vlinders) van de familie van de Pieridae (witjes). Van de 28 soorten in dit geslacht komen er 27 in tropisch Afrika voor, één soort komt alleen in het Oriëntaals gebied en het Australaziatisch gebied voor.
Belenois werd in 1819 beschreven door Jacob Hübner.

## Soorten
Belenois omvat de volgende soorten:
- B. albomaculatus (Goeze, 1779)
- B. aldabrensis (Holland, 1896)
- B. anomala (Butler, 1881)
- B. antsianaka (Ward, 1870)
- B. aurota (Fabricius, 1793)
- B. calypso (Drury, 1773)
- B. crawshayi Butler, 1894
- B. creona (Cramer, 1776)
- B. diminuta Butler, 1894
- B. gidica (Godart, 1819)
- B. grandidieri (Mabille, 1878)
- B. hedyle (Cramer, 1777)
- B. helcida (Boisduval, 1833)
- B. java (Sparrman, 1768)
- B. larima (Boisduval, 1836)
- B. mabella Grose-Smith, 1891
- B. margaritacea Sharpe, 1891
- B. ogygia (Trimen, 1883)
- B. raffrayi (Oberthür, 1878)
- B. rubrosignata (Weymer, 1901)
- B. solilucis Butler, 1874
- B. subeida (C. & R. Felder, 1865)
- B. sudanensis (Talbot, 1929)
- B. theora (Doubleday, 1846)
- B. theuszi (Dewitz, 1889)
- B. thysa (Hopffer, 1855)
- B. victoria Dixey, 1915
- B. welwitschii Rogenhofer, 1890
- B. zochalia (Boisduval, 1836)

### Status onduidelijk
- B. griseovenata (Knoch, 1927)